# Dachetola azora
Dachetola azora is een vlindersoort uit de familie van de prachtvlinders (Riodinidae), onderfamilie Riodininae.
Dachetola azora werd in 1824 beschreven door Godart.